# Чернишов Максим Миколайович
Максим Миколайович Чернишов (нар. 1 січня 1980, Куп'янськ) — український футболіст, що грав на позиції нападника. Відомий за виступами у низці команд української першої ліги, та в команді білоруської вищої ліги «Локомотив» з Мінська.

## Клубна кар'єра
Максим Чернишов народився в Куп'янську, і розпочав займатися футболом у місцевій ДЮСШ, пізніше продовжив заняття в київському РВУФК. Розпочав виступи на футбольних полях у 1997 році в складі аматорської команди «Олімпік» з Києва. У 2000 році Чернишов дебютував у професійному футболі у складі команди другої ліги «Оскіл» зі свого рідного міста. У складі «Оскола» грав до кінця 2001 року, провів у його складі 56 матчів, у яких відзначився 11 забитими м'ячами. На початку 2002 року футболіст перейшов до складу іншої команди другої ліги «Арсенал» з Харкова, з яким здобув путівку до першої ліги, та грав у складі харківської команди в першій лізі протягом двох сезонів. На початку 2004 року Чернишов зіграв 5 матчів у складі харківської команди другої ліги «Геліос». На початку сезону 2004—2005 років Максим Чернишов став гравцем команди першої ліги «Спартак» з Івано-Франківська, та грав у його складі до кінця 2005 року. Протягом 2006 року нападник грав у складі команди першої ліги "«ІгроСервіс» з Сімферополя, проте в 27 проведених матчах за клуб не відзначився забитими м'ячами. У другій половині 2007 року футболіст грав у складі команди другої ліги «Комунальник» з Луганська.
На початку 2008 року Максим Чернишов став гравцем команди білоруської вищої ліги «Локомотив» з Мінська, у складі якої зіграв 13 матчів. У другій половині 2008 року футболіст грав у складі команди української другої ліги «Арсенал» з Білої Церкви. У 2009 році Чернишов грав у складі команди української першої ліги «Прикарпаття» з Івано-Франківська. У 2010—2013 роках Максим Чернишов грав у низці аматорських команд Івано-Франківської області, після чого завершив виступи на футбольних полях.